# Xã Eastern, Quận Otter Tail, Minnesota
Xã Eastern (tiếng Anh: Eastern Township) là một xã thuộc quận Otter Tail, tiểu bang Minnesota, Hoa Kỳ. Năm 2010, dân số của xã này là 230 người.